# Geheeltallige deling
Geheeltallige deling of deling met rest is een vorm van geheeltallig rekenen, waarbij het resultaat van de deling van het natuurlijke getal {\displaystyle a} door het positieve gehele getal {\displaystyle b} weer een natuurlijk getal is, dat aangeeft hoe vaak {\displaystyle b} van {\displaystyle a} kan worden afgetrokken, of hoeveel delen {\displaystyle b} in {\displaystyle a} vervat zitten.
Als voor de natuurlijke getallen {\displaystyle a} en {\displaystyle b>0} geldt:
{\displaystyle a=qb+r},
met:
{\displaystyle 0\leq r<b},
is {\displaystyle q}, het quotiënt, het resultaat van de geheeltallige deling van {\displaystyle a} door {\displaystyle b}, en {\displaystyle r} de rest.
Men noteert wel:
{\displaystyle a\div b=q}
De rest {\displaystyle r} kan ook modulo {\displaystyle b} geschreven worden als:
{\displaystyle r=a\mod b}
Daarmee volgt voor {\displaystyle q}:
{\displaystyle q={\frac {a-(a\mod {b})}{b}}}

## Cijferen
Op deze manier kan men gemakkelijk op papier de gehele deling uitvoeren, en de rest overhouden:
```
 Geheeltallige deling: 123 / 5 = 24, rest = 3

  123| 5
 −100|————
   23| 24
  −20|
    3|

```

## Programmeren
Het toepassen van de gehele deling is mogelijk, maar hangt af van taal tot taal..
```
 
Visual Basic:

 
 Dim a, b As Integer
 Dim c
 
 c = a / b       'c wordt een decimaal getal
 c = CInt(a / b) 'c wordt een geheel getal, maar kan afgerond zijn naar boven
 c = a \ b       'de backslash zorgt voor een correcte geheeltallige deling
```

```
 
C++, Java:

 
 7.0 / 9.0       //het resultaat wordt een double (decimaal getal)
 7.0 / 9         //idem als vorige
 7 / 9.0         //idem als vorige
 (int)(7 / 9.0)  //het resultaat wordt een geheel getal, maar kan afgerond zijn naar boven
 7 / 9           //correcte geheeltallige deling
```